# Tízszög
A geometriában tízszögnek nevezünk minden olyan sokszöget, amelynek tíz oldala és tíz szöge van,
valamint röviden így hivatkozhatunk a szabályos tízszögre is, amelynek minden oldala egyenlő hosszúságú és minden szöge egyenlő (144°-os). Schläfli-szimbóluma  {10}.
A szabályos adott a oldalhosszú tízszög területét az alábbi képlettel számíthatjuk ki:
{\displaystyle T={\tfrac {5}{2}}a^{2}\cot \left({\frac {\pi }{10}}\right)={\frac {5a^{2}}{2}}{\sqrt {5+2{\sqrt {5}}}}\approx {\mbox{7,694208843}}\cdot a^{2}}
A szabályos tízszög oldala annak az aranymetszésnek a kisebbik szelete, melynek nagyobbik szelete a köré írható kör sugara.

## Szabályos tízszög szerkesztése
A szabályos tízszög a szabályos ötszög alapján szerkeszthető, a csúcsokat és a középpontot összekötő szakaszok meghosszabbításával.

## Külső hivatkozások
- Tízszög, Math Open Reference (angolul)